# 可制造性和可组装性设计
可制造性与可组装性设计（DFMA，有时也写作DfMA），是“Design for Manufacture and Assembly”的缩写。它结合了两种方法论：“可制造性设计”（Design for Manufacture），即优化零部件的设计，使其易于制造；以及“可组装性设计”（Design for Assembly），即优化产品的设计，使其易于组装，同时激发创新思维。这一方法已被工程企业和建筑行业广泛应用。

## 应用领域

### 工程产品设计与制造
DFMA作为并行工程研究的基础，帮助设计团队简化产品结构，以降低制造和组装成本，并量化改进效果。DFMA的核心理念是识别、量化并消除产品设计中的浪费或低效环节，因此，它也是精益生產的重要组成部分。此外，DFMA还可用于竞争对手产品的基准研究，以及作为“目标成本”（Should Cost）工具，辅助供应商谈判。

### 建筑行业中的DfMA
1923年，现代主义建筑师勒·柯布西耶提出建筑工业化概念，称“房屋是一台居住的机器”。但DfMA真正作为建筑行业的概念出现是在1990年代，行业评论者借鉴其他领域的经验，探讨生产理论、设计与制造的整合，以及精益管理工具的应用。进入21世纪后，政府和行业组织开始积极推广DfMA。例如英國皇家建築師協會在2016年提出DfMA方法，并于2021年更新；英国基础设施和项目管理局（IPA）在2018年推广DfMA理念。新加坡建设局在2016年倡导DfMA。香港特别行政区發展局在2018年引入DfMA概念。
英国政府的建筑行业政策持续推进DfMA，包括2019年《建筑行业协议》（Construction Sector Deal）、2020年及2022年发布的《建筑手册》（Construction Playbook），以及IPA的《2030年TIP路线图》（2021年）。2018年，IPA与英国财政部讨论进一步推广DfMA，并在2022年版《建筑手册》及TIP路线图中提出“平台化可制造性与可组装性设计”（Platform Design for Manufacture and Assembly，PDfMA）——即采用标准化部件、生产流程、知识体系、人员及合作关系来实现部分或全部建筑项目的交付。
PDfMA方法已被应用于多个项目，例如英國司法部由基尔南方公司采用PDfMA建造的监狱项目。伦敦商业办公楼The Forge：该项目由Mace和Sir Robert McAlpine负责制造与组装管理，由Bryden Wood建筑事务所设计，该事务所长期倡导DfMA理念。

## 软件
DFMA也是Boothroyd Dewhurst, Inc.公司推出的一套集成软件产品的名称，广泛用于企业实施DFMA方法。该公司已注册DFMA为其商标。

## 相关
- 现代施工方法（英语：Modern methods of construction）
- 模块化建筑